# B.ü.L.b comix
 (juillet 2014).
B.ü.L.b comix est une maison d'édition indépendante d’art séquentiel genevoise de bandes dessinées, lancée en 1997 par Nicolas Robel,.
Les livres artisanaux produits proposent un rendu expérimentant avec la bande dessinée, l'art contemporain et différentes formes d'expérimentations graphiques.

## Historique
(juillet 2014).
À l’origine B.ü.L.b comix vient de l’anglais bulb qui signifie ampoule.
- 1996 : Première sortie pour B.ü.L.b comix de l’album Sûre d’Alex Baladi. Cet album est totalement artisanal avec feuillet intérieur en photocopie et couverture sérigraphiée en trois couleurs. Nicolas Robel, profitant d’un projet de diplôme en communication visuelle à la Haute école d’arts appliqués de Genève, fonde par la suite la maison d’édition genevoise, aidé de Heidi Rœthlin.
- 1998 : Regroupement avec Atrabile et Drozophile, tous deux éditeurs genevois, afin de créer Le 3 Pattes.
- 2002 : Mathieu Christe rejoint la maison d’édition qu’il gère de concert avec Nicolas Robel.

- 2013 : B.ü.L.b comix publie la 2wBOX Set Z, dernier coffret de la collection 2[w], 16 ans après la sortie du coffret A.

## Collections
Chaque collection porte le nom d’un wattage d’une ampoule et plus le nombre de Watt est puissant plus le format est grand : 2 [w], 25 [w], 40 [w] et X [w]. 
- 2[w] : petit coffret en carton (2WBOX) contenant cinq bandes de 38,5 cm × 4,5 cm, imprimés recto-verso et pliés en 11 volets. Chaque set étant « numéroté » avec une lettre de l’alphabet, la collection comprendra donc, in fine, 26 coffrets. Stéphane Blanquet, Charles Burns, Frederik Peeters, Chris Ware ou encore Pierre Wazem ont écrit dans ce format.
- 25[w] : cette collection propose des albums au format livre de poche, réalisés par de jeunes auteurs ou par des auteurs qui désirent réaliser une suite d’albums.
- 40[w] : des albums au format livre de poche toujours, cette collection comprend des travaux de longue haleine.
- X[w] : albums à la pagination et au format libres, qui ne peuvent être classés dans les trois catégories précédentes.

## Fabrication
À l’origine du diplôme en communication visuelle, tout était photocopié ou photocopiable, grâce aux formats optimisés et un emploi réduit de la couleur. La collection 2[w] est imprimée en deux couleurs (tons directs) et en offset. Comme les encres utilisées pour ce procédé d’impression ne sont pas opaques, on obtient avec deux teintes ni trop claires, ni trop foncées, sans surcoût, une troisième et nouvelle teinte par surimpression.
Nombre de couvertures ont été sérigraphiées par B.ü.L.b Comix dans l’atelier de Christian Humbert-Droz. Tout comme le pliage des 2w à la main.
Plutôt que de chercher des subventions afin de garantir un prix de vente bas et non représentatif de la valeur réelle d’un livre, la production se veut simple afin d’offrir un bel objet à un prix abordable.
Depuis le début, tous les livres sont flashés, imprimés et reliés en Suisse.[réf. nécessaire]

## Archives
En 2013, la quasi complète 2[w] collection a été acquise par la “Rare Book Collection” de la bibliothèque de l’Université de Chicago et la bibliothèque de l’Université de Boulder dans le Colorado, aux États-Unis
.